# Cumberland (Schiff, 1904)
HMS Cumberland war ein Panzerkreuzer der Monmouth- oder County-Klasse im Dienst der Royal Navy, die von 1904 bis 1920 eingesetzt wurde. Von 1907 bis 1914 und von 1918 bis 1920 diente sie als Kadettenschulschiff. Während des Ersten Weltkriegs unterstützte sie im Herbst 1914 die Besetzung der deutschen Kolonie Kamerun und kaperte die dorthin geflohenen deutschen Handelsschiffe. Später wurde sie auf dem Nordatlantik zur Sicherung der Seewege eingesetzt.

## Geschichte
Die Cumberland lief am 16. Dezember 1902 bei der London & Glasgow Shipbuilding Co. in Govan bei Glasgow vom Stapel, die schon das Typschiff der Klasse, die Monmouth gebaut hatte. Die Bauwerft wurde 1912 Teil der Glasgower Filiale der Belfaster Großwerft Harland & Wolff, die anfangs in Govan vor allem Kriegsschiffe baute. Die Cumberland und ihr Schwesterschiff Cornwall wurden im Dezember 1904 als letzte Schiffe der Klasse von der Royal Navy in Dienst genommen.

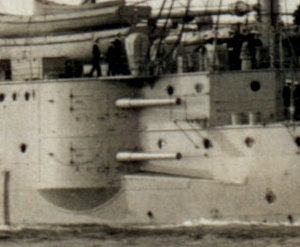
Die ungünstige Kasemattenanordnung der Monmouth-Klasse

Wie ihre Schwesterschiffe verdrängte sie 9800 ts, hatte beim Abnahmetest eine Höchstgeschwindigkeit von 23,7 Knoten bei 22,784 PSi Antriebsleistung mit den üblichen Belleville-Kesseln fast aller Schwesterschiffe.
Die Hauptbewaffnung, bestehend aus vierzehn 6-Zoll-(152-mm)-Schnellladegeschützen, davon vier in einem Bug- und einem Heck-Doppelturm und zehn in Kasematten, war vergleichsweise schwach für einen Panzerkreuzer der damaligen Zeit. Da die unteren sechs Kasemattgeschütze nicht sehr weit über der Wasserlinie lagen, konnten sie nur bei ruhiger See wirksam eingesetzt werden. Die Panzerung war ebenfalls nicht sehr stark. Auch die relativ schweren Doppeltürme bewährten sich nicht, da sie artilleristisch wenig Vorteile boten aber das Seeverhalten der Schiffe ungünstig beeinflussten.

## Einsätze vor dem Weltkrieg
Als die Cumberland mit dem Schwesterschiff Cornwall 1904 in den Dienst kam, wurden beide Panzerkreuzer der Cruiser Squadron der Kanalflotte zugeteilt. Dieses Kreuzergeschwader wurde 1905 in das 1. und das 2. Kreuzergeschwader geteilt und das 2. Geschwader unter Konteradmiral Prinz Louis Alexander von Battenberg der Atlantikflotte zugeteilt.

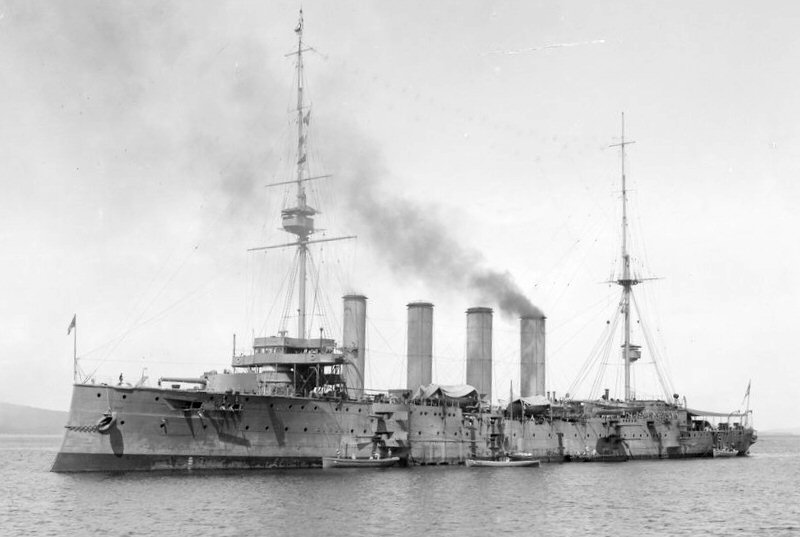
HMS Drake,
Flaggschiff der 2nd Cruiser Squadron

Es bestand anfangs aus der Drake als Flaggschiff und vier Panzerkreuzern der Monmouth-Klasse mit Berwick, Cornwall, Cumberland und Essex. Dazu trat dann noch im Sommer 1905 die Bedford. 1905 besuchte Prinz Louis mit seinem Geschwader erst Häfen am Mittelmeer und dann von August bis November 1905 kanadische und amerikanische Häfen. Die Rückfahrt von New York zum Geschwaderstützpunkt nach Gibraltar wurde als Rennen ausgetragen, bei dem sich die Cumberland auszeichnete, als sie an den beiden letzten Tagen der Überfahrt zu den beiden führenden Kreuzern aufschließen konnte, obwohl sie vorher mit den übrigen Schiffen schon erheblich zurückgefallen war. Sie blieb allerdings kurz hinter der Berwick auf dem dritten Platz, die beide die anfangs sicher führende Drake nicht einholen konnten.
1906 gehörte die Cumberland mit ihren Schwesterschiffen Berwick und Cornwall und der Drake als Flaggschiff weiter zum 2. Kreuzergeschwader in der Atlantikflotte, dem jetzt noch die neueren Panzerkreuzer Duke of Edinburgh und Black Prince angehörten. Am 3. September 1907 wurde die Cumberland als Schulschiff für die Kadetten des Britannia Royal Naval College in Dienst gestellt. Sie blieb dies bis zum Kriegsausbruch und übernahm diese Aufgabe auch wieder nach dem Friedensschluss bis zu ihrer endgültigen Außerdienststellung am 13. April 1920.

## Kriegseinsatz
Im August 1914 wurde die Cumberland nach Westafrika zur 5th Cruiser Squadron unter Konteradmiral Archibald P. Stoddart entsandt, der anfangs über die Carnarvon sowie die Cornwall und kurzzeitig auch die Monmouth verfügte. Im September 1914 gehörte die Cumberland zu den Angriffskräften gegen die deutsche Kolonie Kamerun mit dem Kreuzer Challenger, dem Kanonenboot Dwarf und zehn improvisierten Kanonenbooten der Niger-Flottille. Bei der Besetzung Dualas am 27. September 1914 kaperte die Cornwall elf deutsche Handelsschiffe, die dorthin geflüchtet waren, da sie sich in der Kolonie vor Angriffen sicher wähnten.
Als Stoddart auf die andere Seite des Atlantiks verlegte, um einen Angriff des deutschen Ostasiengeschwaders nach dem Seegefecht bei Coronel abzuwehren, blieb die Cumberland vor Westafrika, wo auch noch die Panzerkreuzer Warrior, Black Prince und Donegal, der Kreuzer Highflyer und das Linienschiff Vengeance eintrafen, um im Notfall dem deutschen Ostasiengeschwader den Weg nach Norden zu verstellen. Die Cumberland verlegte im Januar 1915 in die Heimat zum 6. Kreuzergeschwader der Grand Fleet. Schon 1915 wurde sie dann zur West Indies and North America Station entsandt, um deutsche Handelsstörer abzuwehren. Später wurde sie auch zur Konvoibegleitung zwischen Kanada und Großbritannien eingesetzt.

## Endschicksal derCumberland
Bei Kriegsende wurde die Cumberland wieder bis zum 13. April 1920 Kadettenschulschiff des Britannia Royal Naval College. Das Schlachtschiff Temeraire sollte sie in dieser Aufgabe ersetzen und der Panzerkreuzer wurde am 12. November 1920 zum Verkauf angeboten. Am 9. Mai 1921 wurde er von der Firma T.W. Wards erworben und ab dem 28. März 1923 erfolgte der Abbruch in Briton Ferry.